# Marie Laurencin
Marie Laurencin (París, Francia, 31 de octubre de 1883-8 de junio de 1956) fue una pintora, grabadora y diseñadora teatral francesa de la vanguardia cubista, de estilo ninfista, vinculada con el grupo de Puteaux, también conocido como la Section d’Or.

## Trayectoria artística
Hija no reconocida del diputado de la Unión Republicana Alfred Toulet,comenzó como pintora de porcelana de Sèvres en 1901.Después se mudó a París para tomar clases de dibujo en la escuela de arte municipal y en la Académie Humbert,(1903-1904) donde conoció a Georges Braque, uno de los fundadores del Cubismo.
Expuso por primera vez en 1907 en el Salón de los Independientes, a partir de lo cual el marchante de arte Clovis Sagot la acercó a Pablo Picasso,y al grupo de artistas del Bateau-Lavoir de Montmartre. Ese mismo año, Picasso la presentó a Guillaume Apollinaire, con el que mantendría una relación que duraría hasta 1912 y en la que ambos se influenciaron artística e intelectualmente.
Aunque en un principio se interesó por el fauvismo, Laurencin comenzó a simplificar las formas en su pintura influenciada por el Cubismo, aunque nunca se adscribió a esta corriente estilística. También se inspiró en las miniaturas persas y en el arte Rococó. A partir de 1910 sus tonos más utilizados serían los grises, los rosas y demás colores pastel. Formó parte de exposiciones colectivas en el Salón de los Independientes (1910-1911) y en el Salón de otoño (1911-1912). En 1912 realizó su segunda gran exhibición en la Galería Barbazanges, que fue la primera exposición individual de una mujer artista.
En 1914 se casó con el barón Otto von Wätjen, al que había conocido el año anterior gracias a unos marchantes de arte alemanes.Después de la declaración de la Primera Guerra Mundial, la pareja se exilió en España, donde vivieron en Madrid y después en Barcelona. En esa época la artista usó colores más obscuros. Asociada con Sonia y Robert Delaunay gracias a un encuentro organizado por Francis Picabia, compuso varios poemas para revistas artísticas durante el año de 1917. En 1920 realizó otra exhibición en la galería de P. Rosenberg.

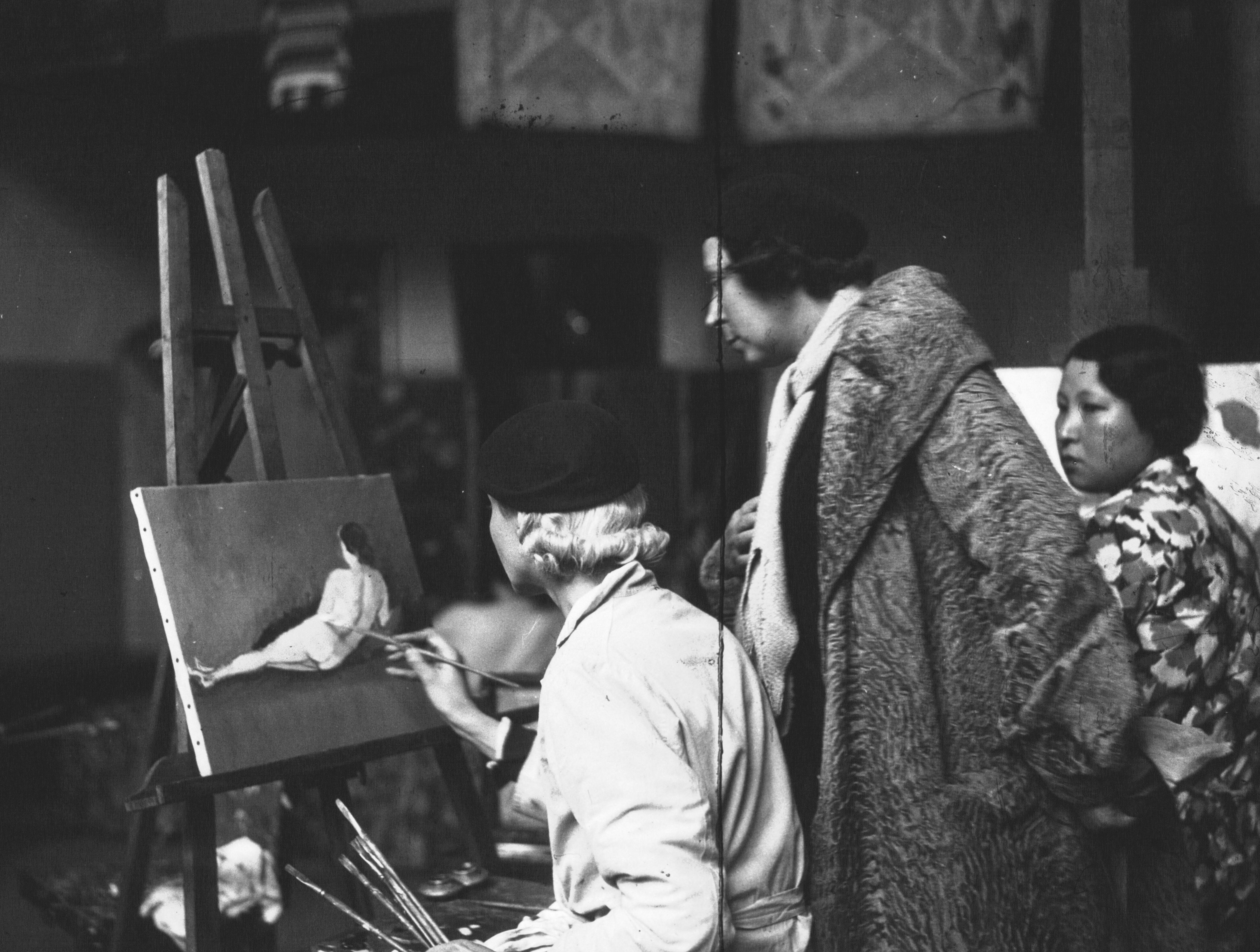
Marie Laurencin con estudiantes

En 1921, tras separarse de su esposo, volvió definitivamente a París, donde Paul Guillaume, a quien conoció gracias a Apollinaire, fungió como su marchante de arte. En esa época Laurencin comenzó a dibujar figuras femeninas etéreas de nuevo en tonos pastel. Su estilo pictórico comprendió un empleo de colores fluidos y suaves, la simplificación de la composición y la predilección por formas femeninas alargadas que le permiten ocupar un lugar privilegiado en el París de los años 1920.
Ilustró obras de André Gide, Max Jacob, Saint-John Perse, Marcel Jouhandeau, Jean Paulhan y Alicia en el país de las maravillas de Lewis Carroll, entre otras.
Convertida en retratista oficial del mundo del estilismo femenino, por lo que retrató a mujeres como Nicole Groult, Helena Rubinstein, Colette y Coco Chanel. Desde 1920, Marie Laurencin ejerció además como decoradora y diseñadora de vestuario teatral para el ballet Las ciervas (1924), de Francis Poulenc, y también para las compañías de la Opéra-Comique, los Ballets Rusos,la Comédie Française y los ballets de Roland Petit en el Teatro de los Campos Elíseos.
En la década de los treinta, debido a la crisis económica derivada de la Gran Depresión, ejerció como profesora de arte en una academia privada.Vivió en París hasta su muerte en 1956.
En 1983 se abrió al público el Museo Marie Laurencin en Nagano, Japón, donde se albergan más de 500 obras de la artista.

## Trabajo
Las obras de Laurecin incluyen pinturas, acuarelas, dibujos y grabados. Aunque ella no se consideraba cubista, hoy en día es conocida como una de las pocas mujeres que integraron este movimiento, entre las que destacan Sonia Delaunay, Marevna Vorobev y Franciska Clausen. 

## Obras
- Tres mujeres jóvenes (c. 1935)
- Vida en el castillo (1925)
- Apollinaire y sus amigos (1909)
- Grupo de artistas (1908)